# Expulsión de judíos y musulmanes de Portugal

Epístola de victoria contra infideles habita, 1507

El 5 de diciembre de 1496, el rey Manuel I de Portugal firmó el decreto de expulsión de judíos y musulmanes que entraría en vigor a finales de octubre del año siguiente.

## Antecedentes
Hasta el siglo XV, algunos judíos ocuparon lugares destacados en la vida política y económica portuguesa. Por ejemplo, Isaac Abrabanel fue tesorero del rey Afonso V de Portugal. Muchos también tuvieron un papel activo en la cultura portuguesa y mantuvieron su reputación de diplomáticos y comerciantes. En ese momento, Lisboa y Évora albergaban importantes comunidades judías.

## Expulsión de judíos

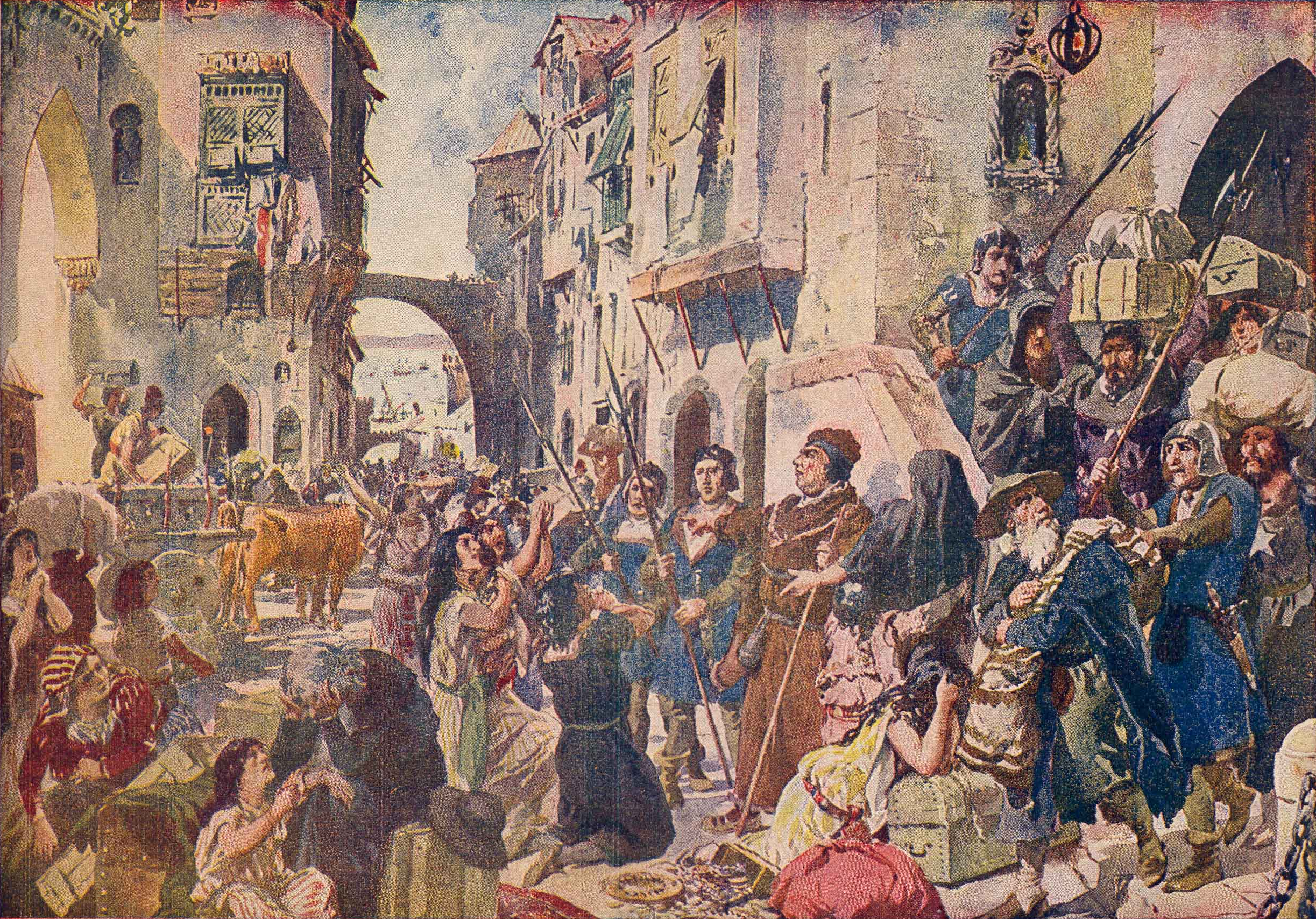
Expulsión de los judíos en 1497, en una acuarela de 1917 de Alfredo Roque Gameiro

El 5 de diciembre de 1496, el rey Manuel I de Portugal decretó que todos los judíos debían convertirse al catolicismo o abandonar el país, para satisfacer una petición de los Reyes Católicos de España durante las negociaciones del contrato de matrimonio entre él y su hija mayor Isabel, Princesa de Asturias, como condición tácita para ganar su mano. El Rey demostró su deseo de erradicar por completo y para siempre el judaísmo de Portugal mediante la emisión de dos decretos. El edicto inicial de expulsión de 1496 se convirtió en un edicto de conversión forzada en 1497, mediante el cual se impedía a los judíos portugueses salir del país y se les obligaba a bautizarse y convertirse al cristianismo. Aquellos judíos que se negaron a pagar impuestos como protesta fueron deportados de Portugal y abandonados a su suerte en las islas de Santo Tomé y Príncipe, frente a la costa occidental de África. Siguieron tiempos difíciles para los conversos portugueses, con la masacre de 2000 personas en Lisboa en 1506, y más tarde el establecimiento de la Inquisición portuguesa en 1536.

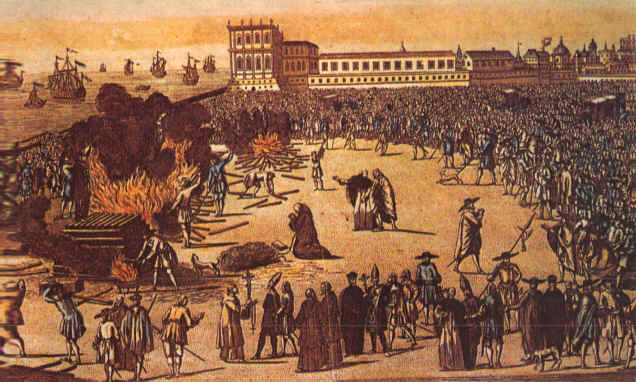
Quema de criptojudíos en Lisboa (Portugal)

Cuando el rey permitió que los conversos se fueran, después de la masacre de Lisboa de 1506, muchos se dirigieron al Imperio Otomano, en particular a Salónica y Constantinopla, y al Sultanato wattásida en Marruecos. Un número menor fue a Ámsterdam, Francia, Brasil, Curaçao y las Antillas, Surinam y Nueva Ámsterdam. En algunos de estos lugares aún se percibe su presencia en el uso de la lengua ladina por parte de algunas comunidades judías de Grecia y Turquía, los dialectos de base portuguesa de las Antillas, o las múltiples sinagogas construidas por los que se dieron a conocer como los españoles y judíos portugueses, como la sinagoga portuguesa de Ámsterdam o la sinagoga de Curazao. Algunos de los descendientes más famosos de judíos portugueses que vivieron fuera de Portugal son el filósofo Baruch Spinoza (Bento de Espinosa en portugués) y el economista clásico David Ricardo.

### Criptojudíos
Los judíos que se convertían al cristianismo eran conocidos como cristianos nuevos y estuvieron bajo la vigilancia de la Inquisición. El Santo Oficio en Portugal duró casi trescientos años, hasta que fue abolida en 1821 por los Tribunales Generales Extraordinarios y Constituyentes de la Nación Portuguesa. Muchos de esos cristianos nuevos eran criptojudíos, que continuaban practicando su religión en secreto; eventualmente abandonaron el país en los siglos venideros y abrazaron abiertamente su fe judía nuevamente en tierras extranjeras. Tal fue el caso, por ejemplo, de los antepasados de Baruch Spinoza en los Países Bajos. Algunos otros judíos portugueses, muy pocos en número, como los judíos de Belmonte, optaron por una solución diferente y radical, practicando su fe de manera estrictamente secreta en una comunidad rural y aislada. Conocidos como los «últimos de los marranos», algunos han sobrevivido hasta hoy (especialmente la comunidad judía de Belmonte en Castelo Branco, más algunas familias dispersas) por su práctica de matrimonios mixtos y sus contactos culturales muy limitados con el mundo exterior. Solo recientemente, a fines del siglo XX, han restablecido el contacto con la comunidad judía internacional y practican abiertamente su religión en una sinagoga pública con un rabino formal.

## Expulsión de musulmanes
Según el historiador contemporáneo François Soyer, la expulsión de musulmanes de Portugal se ha visto ensombrecida por la conversión forzada de judíos. Si bien la tolerancia hacia las minorías musulmanas en Portugal era más alta que en cualquier otra parte de Europa, los musulmanes aún eran percibidos como «extranjeros». Los disturbios antimusulmanes eran regulares Valencia durante la década de 1460; sin embargo, no se produjeron actos de violencia similares en Portugal.
En diciembre de 1496 Manuel I ordenó la expulsión de todos los súbditos musulmanes sin razón aparente. Según los historiadores portugueses del siglo XV Damião de Góis y Jerónimo Osório, el gobierno portugués originalmente planeó convertir o ejecutar a los musulmanes por la fuerza, como había hecho con los judíos, pero el temor a las represalias de los reinos musulmanes en el norte de África llevó al rey a decidirse por la deportación en su lugar. La motivación de Manuel I detrás de la orden no está clara, pero algunos historiadores contemporáneos dicen que era parte de plan más grande de los Reyes Católicos de librar a la península ibérica de musulmanes y crear una «uniformidad religiosa» y una «unidad cristiana católica monolítica». Otros historiadores dicen que estuvo influida por su ambición de conquistar Marruecos o por sugerencia del dominico confesor del rey, fray Jorge Vogado. Algunos musulmanes encontraron refugio en Castilla, pero la mayoría huyó al norte de África.

## Regreso de algunos judíos a Portugal
En el siglo XIX, algunas familias acomodadas de origen judío sefardí portugués, como los Ruah y Bensaude, se reasentaron en Portugal desde Marruecos. La primera sinagoga que se construyó en Portugal desde el siglo XV fue la Sinagoga de Lisboa, inaugurada en 1904.
En 2014, el parlamento portugués modificó la ley de nacionalidad portuguesa para otorgar la nacionalidad a los descendientes de judíos sefardíes expulsados de Portugal. La ley es una reacción a los acontecimientos históricos que llevaron a su expulsión de Portugal, pero también a la creciente preocupación por las comunidades judías en toda Europa. Para obtener la nacionalidad portuguesa, la persona debe tener un apellido familiar que acredite ser descendiente directo de un sefardí de origen portugués o vínculos familiares en línea colateral de una antigua comunidad sefardí portuguesa. El uso de expresiones en portugués en ritos judíos o judeoportugués o ladino también puede considerarse prueba.
A partir de 2015, varios cientos de judíos turcos que pudieron demostrar descendencia de judíos portugueses expulsados en 1497 emigraron a Portugal y adquirieron la ciudadanía portuguesa.